# آندریاس دیبوفسکی
آندریاس دیبوفسکی (آلمانی: Andreas Dibowski؛ زادهٔ ۲۹ مارس ۱۹۶۶) سوارکار اهل آلمان بود.